# Centrale elettrica di Kakanj
La centrale termoelettrica di Kakanj è una delle più grandi centrali a carbone della Bosnia ed Erzegovina, con una capacità elettrica di 450 MW e che produce circa 2,3 miliardi di Kwh di elettricità all'anno. La centrale è gestita da Elektroprivreda Bosne i Hercegovine. La ciminiera della Centrale di Kakanj è alta 300 metri ed è una delle strutture più alte costruite nell'ex Jugoslavia.
Questa centrale termoelettrica è stata costruita per fornire energia elettrica a una vasta area e soddisfare la crescente domanda di elettricità nel paese. Inoltre, la centrale rappresenta un importante pilastro dell'economia locale, creando posti di lavoro e generando entrate per la regione. Tuttavia, la centrale termoelettrica di Kakanj ha anche sollevato preoccupazioni per quanto riguarda l'impatto ambientale, in particolare per la produzione di emissioni di gas serra e la sicurezza degli impianti. Per questo motivo, il governo sta considerando di avviare un processo di transizione verso fonti di energia pulita e sostenibile, per garantire un futuro più sostenibile per la Bosnia ed Erzegovina.

## Storia
Kakanj è una zona mineraria carbonifera dal 1898. La costruzione della centrale termoelettrica a carbone fu avviata nel 1947 e la sua prima unità venne messa in servizio nel 1956.
La costruzione della seconda unità iniziò nel 1960 e terminò nello stesso anno. Nel corso dei successivi 28 anni vennero costruite altre cinque unità. L'ultima, la unità 7, fu completata nel 1988. È in fase di pianificazione la costruzione di una nuova unità a vapore da 300 MW e potrebbe essere costruito un blocco CCGT da 100 MW per sostituire i vecchi insiemi da 32 MW.

## Descrizione
La centrale termoelettrica di Kakanj è uno dei più grandi generatori di elettricità del paese. Ha unità di generazione di energia con una capacità di 578 MW.